# Copa Premier Centroamericana
La Copa Premier Centroamericana fue un torneo de fútbol amistoso, organizado por la sociedad anónima Torneos y Eventos Premier y disputado por los clubes de fútbol más populares y con más títulos de la región centroamericana. El anuncio de la creación del certamen se realizó el día 12 de abril de 2019, y servirá como pretemporada para los equipos centroamericanos de cara al inicio de las ligas locales y torneos internacionales.
Fue un torneo por invitación y no oficial, aunque cuenta con el aval de la Unión Centroamericana de Fútbol (Uncaf) y la Confederación de Norteamérica, Centroamérica y el Caribe de Fútbol (Concacaf). Para su primera edición, a desarrollarse en el mes de julio de 2019, se espera la participación de los clubes Alianza (El Salvador), Alajuelense y Herediano (Costa Rica), Olimpia y Real España (Honduras), Comunicaciones y Municipal (Guatemala), y Árabe Unido (Panamá).

## Reglas del torneo
Los juegos de la fase de grupos serán en el mes de julio. En la fase de clasificación avanzarán los mejores de cada grupo, y para las fechas FIFA de septiembre y octubre se jugarán las semifinales y final a dos partidos. Al campeón se le entregará un premio económico. El torneo fue organizado por Torneos y Eventos Premier S.A., y el patrocinador principal fue Tigo Sports, quienes poseen los derechos de transmisión.

## Ganadores
| Edición | Campeón     | Resultado    | Subcampeón | Goleador                       |
| ------- | ----------- | ------------ | ---------- | ------------------------------ |
| 2019-20 | Real España | 0 - 0, 2 - 0 | Olimpia    | Rony Martínez, 5 (Real España) |

### Títulos por clubes
| N.º | Club        | Títulos | Subtítulos | Años campeón | Años subcampeón |
| --- | ----------- | ------- | ---------- | ------------ | --------------- |
| 1   | Real España | 1       | -          | 2019-20      |                 |
| 2   | Olimpia     | -       | 1          |              | 2019-20         |